# Asematie (Vantaa)
Asematie, (en français : chemin de la gare) est une rue du quartier Tikkurila de Vantaa en Finlande,,.

## Présentation
Longue d'environ 350 mètres, la rue s'étend de la gare de Tikkurila jusqu'à la rue Kielotie et plus loin à la rue piétonne Tikkuraitti.

## Bâtiments
Il y a de nombreux bâtiments importants le long de la rue, tels que l'hôtel de ville de Vantaa, l'église de Tikkurila, le centre commercial Tikkuri et le centre commercial Dixi.

## Galerie

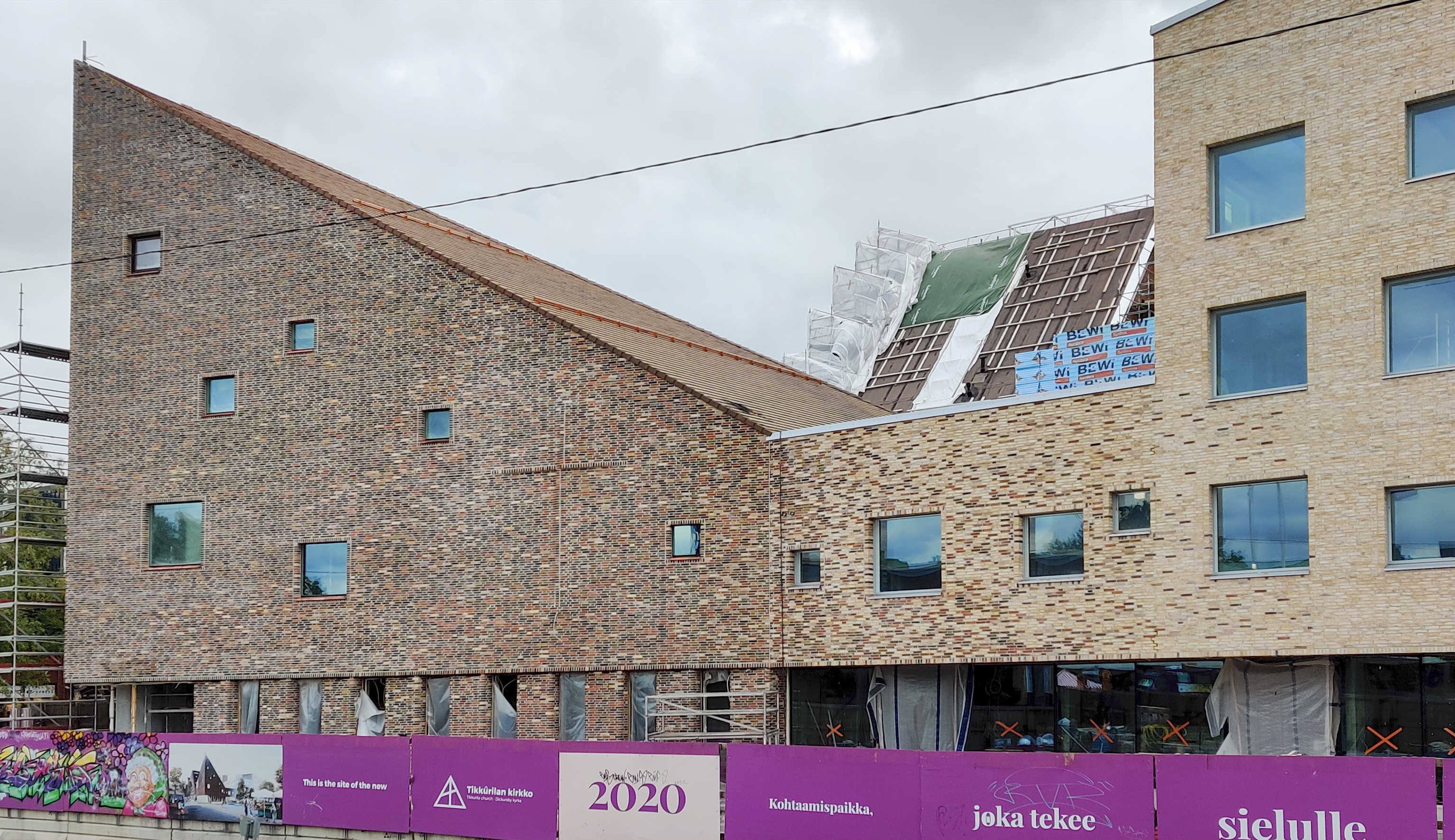
Église de Tikkurila.
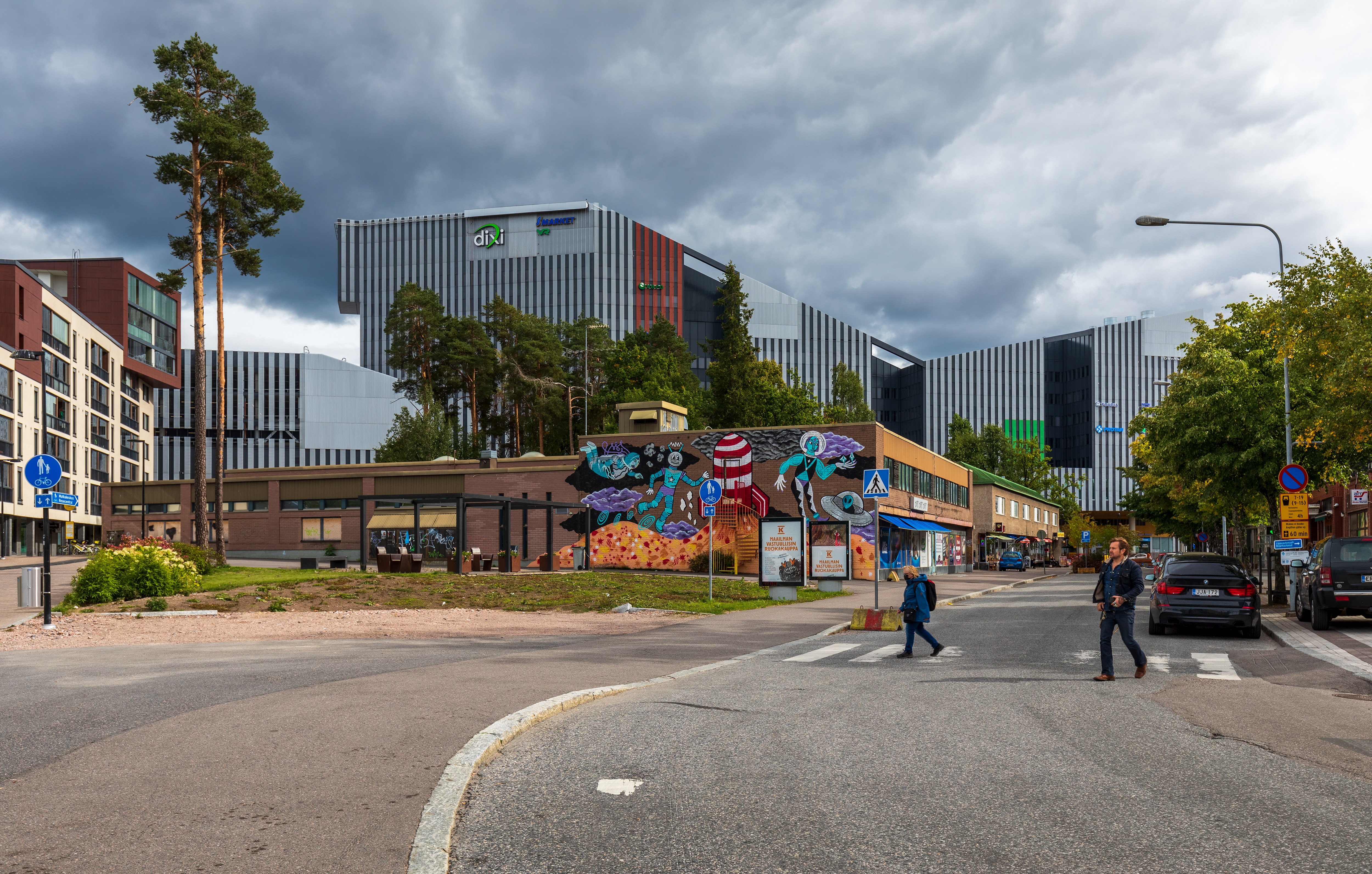
Rue Asematie et place Tikkurilantori.
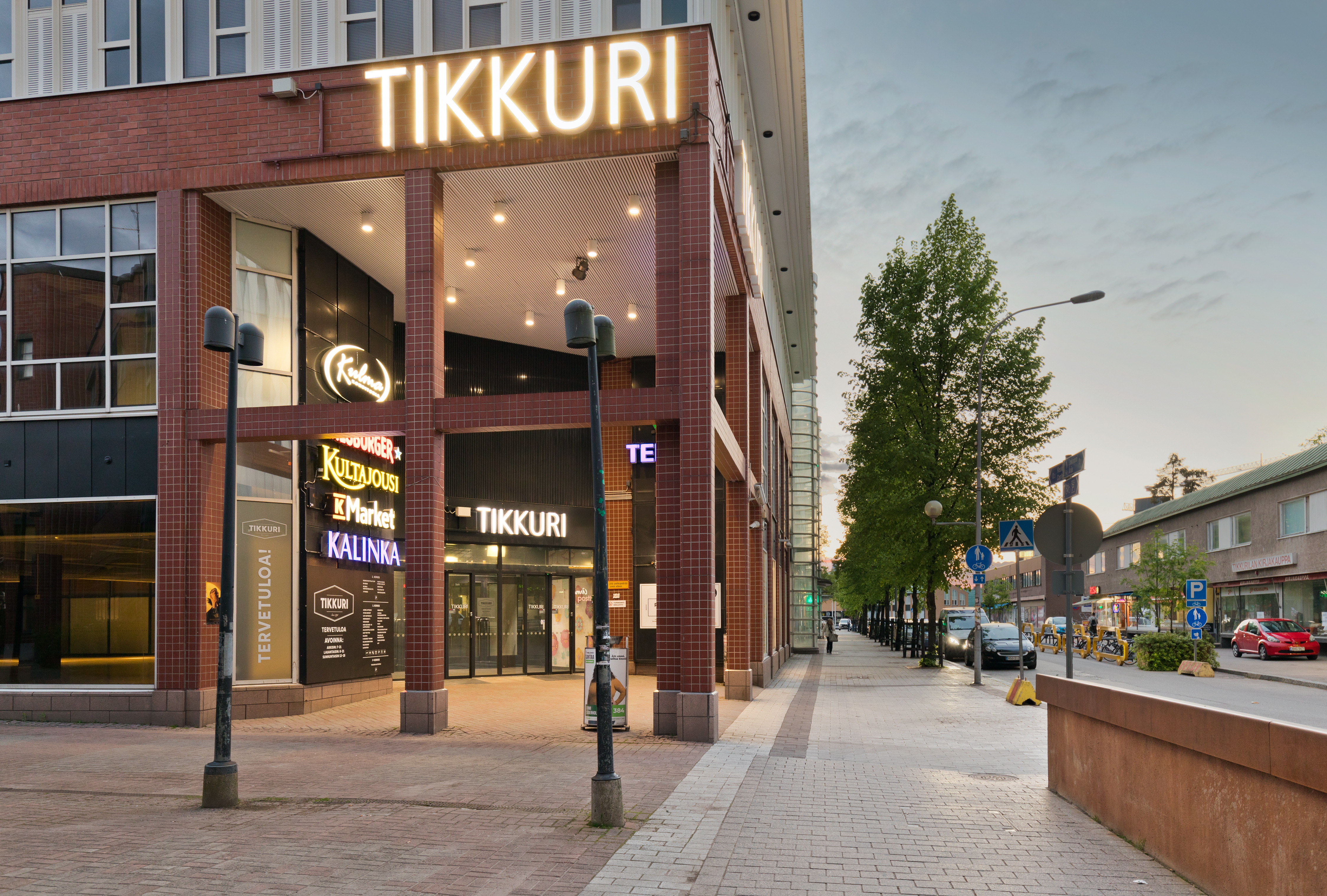
L'entrée du centre Tikkuri rue Asemantie.
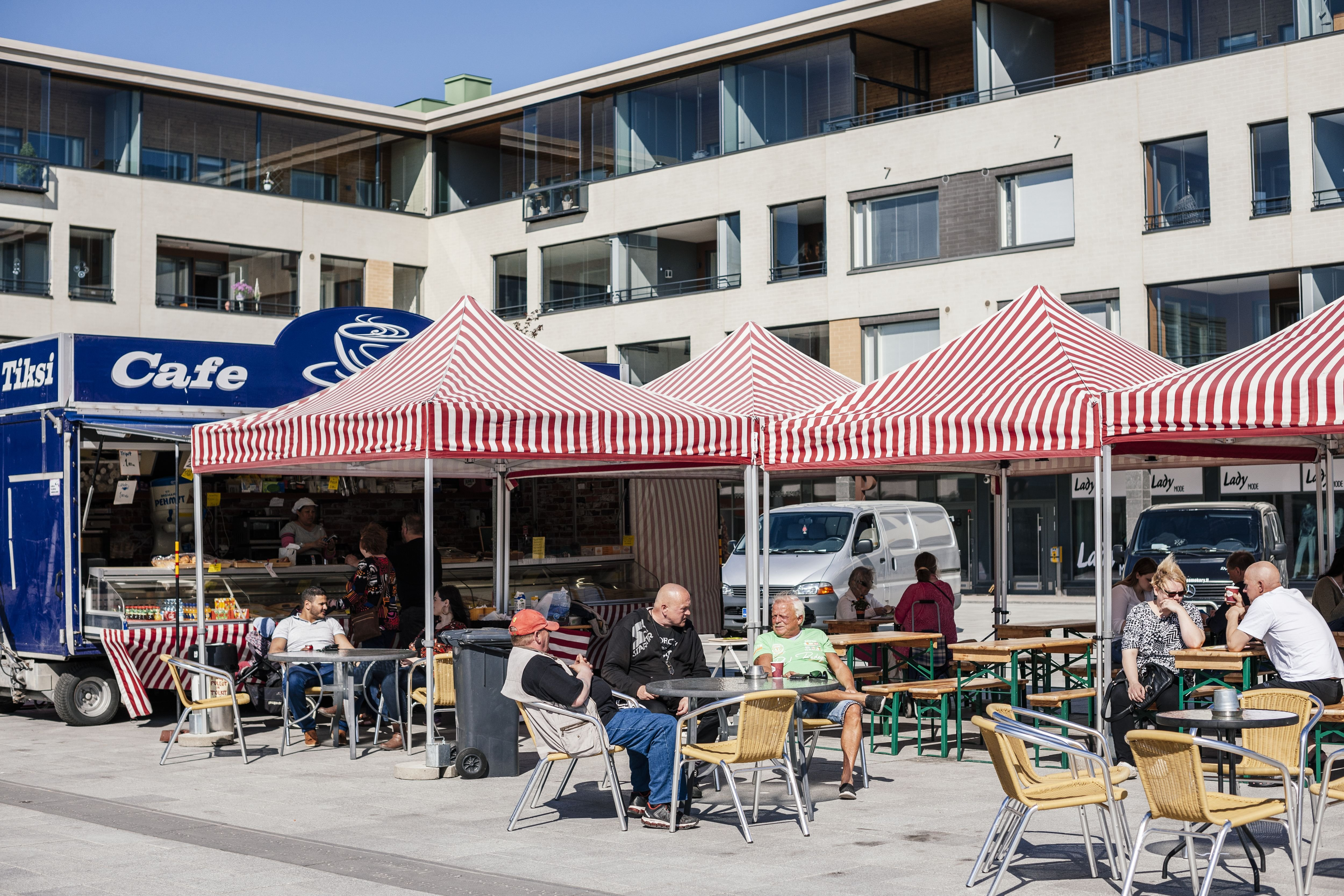
Place Tikkurilantori.